# Peter B. Heenan
Peter Brian Heenan (1961) es un botánico neozelandés.
Trabaja en el Forest Research Institute de Nueva Zelanda; líder de Investigación, en el Herbario Allan, Landcare Research

## Algunas publicaciones
- 1991 Checklist of Phormium Cultivars. Ed. revisada de Royal New Zealand Institute of Horticulture, 60 pp. ISBN 0959775617, ISBN 9780959775617
- La abreviatura «Heenan» se emplea para indicar a Peter B. Heenan como autoridad en la descripción y clasificación científica de los vegetales.[3]